# Calau becfalçat de Palawan
El calau becfalçat de Palawan (Anthracoceros marchei) és una espècie d'ocell de la família dels buceròtids (Bucerotidae) que habita els boscos de Palawan, Calaiman i Balabac, al sud-oest de les Filipines.